# Fêtes franco-russes: Cherbourg, Entrée des Souverains russes et du président de la République sous le hall
Fêtes franco-russes: Cherbourg, Entrée des Souverains russes et du président de la République sous le hall è un cortometraggio del 1896 diretto da Louis Lumière.
Catalogo Lumière n° 162

## Trama
5 ottobre 1896: documentario del passaggio dello zar Nicola II e della zarina Aleksandra Fëdorovna Romanova, appena sbarcati a Cherbourg e del presidente francese Félix Faure.